# Cicero (hop)
Cicero is een hopvariëteit, gebruikt voor het brouwen van bier. Deze variëteit werd ontwikkeld in de jaren 1980 in het Slovenian Institute for Hop Research and Brewing te Žalec en is een “zuster” van Cekin. Voor deze variëteit was net zoals voor Cekin weinig belangstelling van de brouwerijen zodat deze maar weinig wordt geteeld.
Deze hopvariëteit is een “aromahop”, bij het bierbrouwen voornamelijk gebruikt voor zijn aromatische eigenschappen.

## Kenmerken
- Alfazuur: 6-7%
- Bètazuur: 2,5%
- Eigenschappen: